# Mala Tičarica
Il monte Mala Tičarica con 2.071 m s.l.m. è una montagna della Catena del Tricorno della Slovenia compresa nel parco nazionale del Tricorno.